# Music as a Weapon EP
Music as a Weapon EP es un EP de Flyleaf grabado durante la gira Music as a Weapon III. El EP contiene una versión acústica de "Fully Alive" (una versión más antigua que la que más tarde apareció como tema extra en Flyleaf ), dos lados B llamados "Much Like Falling" y "Justice and Mercy", y una nueva canción llamada "Christmas Song". Este CD fue una edición limitada a 1000 copias.

## Lista de canciones
1. "Fully Alive" (acoustic) – 2:40
2. "Much Like Falling" – 2:07
3. "Justice And Mercy" – 2:36
4. "Christmas Song" – 3:27

- Datos: Q3284395